# Kjerringa (Enderbyland)
Kjerringa (norwegisch für Ehefrau) ist ein isolierter und 1220 m hoher Berg im ostantarktischen Enderbyland. Er ragt 13 km nördlich der Aker Peaks und 42 km westlich der Magnet Bay auf.
Norwegische Kartographen, die ihn auch benannten, kartierten ihn anhand von Luftaufnahmen der Lars-Christensen-Expedition 1936/37.